# Трубецкой, Игорь Николаевич
Князь И́горь Никола́евич Трубецко́й (23 августа 1912, XVI округ Парижа — 16 декабря 2008, Нёйи-сюр-Сен) — французский автогонщик, горнолыжник, велосипедист, коллекционер живописи, эмигрант из рода Трубецких.
Его родители: Николай Николаевич Трубецкой (1867—1943) и Екатерина Михайловна Трубецкая, урожд. Мусина-Пушкина (1884—1972). В 1918 году семья эмигрировала во Францию.
С юности Игорь Трубецкой увлекался спортом,  катался на горных лыжах и стал чемпионом Франции по велогонкам среди любителей.  Первый гонщик «Феррари» — на Гран-при Монако 1948 года. В том же году выиграл гонку «Тарга Флорио». 
В первом браке — с 1947 по 1951 год был женат на Барбаре Хаттон — одной из богатейших женщин того времени. Пасынок И.Трубецкого (сын Барбары Хаттон) Лэнс Ревентлоу (граф фон Хаугвиц-Харденберг-Ревентлоу), вдохновленный примером отчима, сделал карьеру как автогонщик. 
Второй брак — с Кристиан Мюрат. Сыновья: Арно и Кристофер
И. Н. Трубецкому принадлежала большая коллекция полотен известнейших мастеров — Матисса, Пикассо, Ренуара. Сам он был хорошим художником. Талант Игоря Трубецкого к живописи передался его сыновьям Арно и Кристоферу, которые стали известны как отличные мастера реставрации старинных полотен. 
Брат Игоря Юрий снимался во французских и американских фильмах 1920-х и 1930-х годов.